# Donnez-nous aujourd'hui
Donnez-nous aujourd'hui (titre original : Give Us This Day) est un film britannique réalisé par Edward Dmytryk, sorti en 1949.
Le film est une adaptation du roman de Pietro Di Donato Christ in Concrete (Le Christ dans le béton, 1939).

## Synopsis
Pendant la Grande Dépression à Brooklyn, Geremio, un maçon d'origine italienne tente tant bien que mal de faire vivre sa famille.

## Distribution
- Sam Wanamaker : Geremio
- Lea Padovani : Annunziata
- Kathleen Ryan : Kathleen
- Charles Goldner : Luigi
- Bonar Colleano : Julio
- William Sylvester : Giovanni
- Karel Stepanek : Jaroslav
- Sid James : Murdin